# Edinburgh (Ohio)
Edimburgo (também chamado de Edinburg ) é uma cidade-fantasma no condado de Delaware, no estado americano de Ohio. Ele estava localizado no município de Scioto, mas a localização exata da cidade extinta é desconhecida para o GNIS.

## História
Edinburg (h) foi originalmente chamado de Fairview, e com o último nome foi estabelecido por volta de 1815 . A cidade cresceu rapidamente, mas com a construção da ferrovia, a atividade comercial mudou para a cidade vizinha de Ostrander, e a população da cidade diminuiu.